# 李紅光
李 紅光（日本語読み；り・こうこう、李紅光、리홍광、1910年 - 1935年）は満州国（現在の中華人民共和国東北地方にあった国）の中国共産党による東北人民革命軍第一師団長兼参謀長。楊靖宇の片腕として活躍した。別名は李弘奎、李弘海、李義山。抗日名将と呼称されている。 

## 経歴
1910年に韓国京畿道龍仁郡（中国資料では「龍岩郡」と表記）で生まれ、1926年に吉林省伊通県流沙嘴子屯に定住。1927年、南満農民同盟と青年同盟に加入。
1930年8月に赤衛隊（打狗隊）が組織され隊長となる。1930年9月に中国共産党に加入。1931年に中共磐石県委員会伊通・双陽特別支部組織委員。1932年、磐石中心県委員会委員。1932年2月に満州省委員会から楊佐青が派遣されて赤衛隊は磐石遊撃隊に発展し、李紅光は隊長となった。さらに同年4月に楊林が派遣され、磐石工農義勇軍が成立し、李紅光は第2分隊政治委員となった。1932年6月、満州工農反日義勇軍第4軍第1縦隊参謀長。同年11月、中国工農紅軍第32軍南満遊撃隊教導隊政治委員。
1933年9月、東北人民革命軍第1軍独立師参謀長。1934年末、東北人民革命軍第1軍第1師師長兼政治委員。1935年2月13日夜に平安北道厚昌郡東興鎮を襲撃。警官隊と交戦し、多くの戦利品を鹵獲した。鴨緑江を越えて朝鮮を襲撃した件はこの他に金日成の普天堡の戦いだけである。同年5月に日満軍と戦い負傷して桓仁県黒瞎子の密営で死亡した。

## 李紅光支隊
没後、李紅光支隊と名付けられた部隊が設立され、1946年に南満州で戦闘を行い解放戦線で活躍した。第二次世界大戦後に、満州に居留していた日本人が中国政府に協力して共産党の支配に対して蜂起した通化事件では、蜂起の鎮圧と逮捕処刑の主力として活躍した。

## 評価
毛沢東と金日成から高い評価がなされていた。 1988年11月25日には磐石市の磐石朝鮮族中学校は磐石市紅光中学校と改称されている。 
2015年4月20日には吉林市が主管して吉林朝中にて反ファッショ戦争勝利70周年「朝鮮族抗日名将・李紅光事蹟回顧」講演が開催された。